# Bršljan (biljna vrsta)
Bršljan (lat. Hedera helix) je zimzelena drvenasta biljka penjačica iz porodice Araliaceae. Drugi nazivi za ovu biljku su: barsijan, beštran, bršljen i brštan.  

## Izgled
Ova penjačica naraste 20-30 m u visinu na za nju prikladnim mjestima, kao što su drveća, klifovi i zidovi. Javlja se na vlažnim i humusnim zemljištima, ali dobro podnosi i kamenita i vapnenasta tla, voli vlažan zrak.  Odlikuje se kožastim zimzelenim listovima koji na jednoj biljci mogu doći u više različitih oblika. Listovi mogu biti zeleni ili prošarani kremastobijelim ili srebrenastim prugama, a dugi su 50-100 mm. Srcolikog su varijabilnog oblika i spiralno raspoređeni. Spiralno su raspoređeni po stabljici koja se pomoću zračnog korijenja penje i prihvati za podlogu. 
Cvijeta od kraja ljeta do kasne jeseni, točnije od kolovoza do listopada. Cvjetovi su bijelozelene boje. Plod su tamnoplave bobice promjera 6-8 mm. Plodovima bršljana hrane se mnoge ptice, pa one tako rasprostranjuju njihove sjemenke. U svakom plodu se nalazi 1-5 sjemenki. Svi dijelovi bršljana su gorkog okusa i otrovni, a ljekovitost i otrovnost biljke potječe od saponizidnih materija.
Bršljan može doživjeti i do nekoliko stotina godina starosti, ima vrlo spor prirast.

## Povijesni značaj
Bršljan se koristio pri uređenju rimskog vrta, no posebnu popularnost stekao je u Viktorijansko doba, kada se proširio diljem svijeta. 

### Simbolika
U prošlim je vremenima bršljan bio simbolom plodnosti i besmrtnosti.  Razlog tome vjerojatno je činjenica što je iznimno otporan i ostaje zelen tijekom cijele godine. Rani su kršćani svoje mrtve polagali na podlogu od bršljanova lišća. Slike bršljana mogu se naći u mnogim srednjovjekovnim crkvama, a bršljan se i danas nalazi na mnogim grobovima.
Budući da je čvrsto pripijen uz drvo, bršljan je često simbol vjernosti i sretnog braka. Zbog njegove podatnosti i omatanja oko podloge pri rastu, bršljan je i simbol ženstvenosti. 

### Ljekovitost
Iako je još otac medicine Hipokrat pomogao bršljanu da stekne iznimnu popularnost u liječenju, nije ništa znao o njegovim iscjeliteljskim svojstvima. Vjerovao je da u biljkama žive bogovi i duhovi koji im daju iscjeliteljske moći. 
Od 16. stoljeća posvećuje se sve veća pozornost bršljanu kao lijeku protiv upala dišnog sustava. U 19. stoljeću jedan liječnik je primijetio da djeca u nekim dijelovima južne Francuske manje pate od kašlja jer piju mlijeko iz malih posudica izrađenih od dijelova bršljanova drveta. 
Bršljan sadrži djelotvorne tvari, saponine, koji se izdvajaju iz listova, a svoje ime zahvaljuju činjenici da stvaraju pjenu kad se otope u vodi. Nakon brojnih kliničkih ispitivanja, čiji su rezultati pokazali i dokazali djelotvornost bršljana odnosno njegova aktivnog sastojka alfa-hederina u liječenju kašlja, opisan je i njegov mehanizam djelovanja u stanici.

## Galerija
- Cvjetna formula bršljana.

## Vanjske poveznice
|  | Wikizvor ima izvorni tekst Moj bršljane |